# Calyptra eustrigata
Calyptra eustrigata er en natsommerfugl, der tilhører familien Ugler (Noctuidae), der findes i Sri Lanka og Malaysia. Calyptra eustrigata er blevet rapporteret som udvisende parasitisk blodsugende adfærd.